# 柳田真宏
柳田 真宏（やなぎだ まさひろ、本名：柳田 俊郎（やなぎだ としろう）、1948年5月21日 - ）は、熊本県出身の元プロ野球選手（外野手、一塁手）、俳優・歌手。
ニックネームは「マムシ」（ニックネームの由来は、熱狂的な巨人ファンとして知られる毒蝮三太夫に顔が似ていたことから。このことが縁で柳田と毒蝮には親交がある）。

## 経歴
九州学院高等学校では、1965年秋季九州大会県予選準々決勝に進むが長島吉邦のいた熊本工に完封負け。翌1966年夏の甲子園県予選でも準々決勝に進出するが、鎮西高に敗退。
同年の1次ドラフト2位で西鉄ライオンズに入団。1年目の1967年から一軍で起用され右翼手として3試合に先発出場。1968年オフに田中久寿男との交換トレードで読売ジャイアンツ（巨人）に移籍。1971年には一軍に定着、主に右翼手として26試合に先発する。その後もV9時代後期の巨人で準レギュラー、代打の切り札としてチームを支えた。1974年には65試合に先発出場、五番打者として31試合、四番打者としても1試合に起用され、規定打席には到達しなかったが打率.335を残す。1975年は開幕から、故障欠場の王貞治に代わり一塁手として起用されるが、4月中旬には右翼手に戻る。1976年の阪急ブレーブスとの日本シリーズでは4試合に先発、13打数4安打を記録した。1977年に登録名を柳田 真宏に改名。同年は五番打者に定着。プロ入り11年目にして初の規定打席に到達し、打率.340（3位）、本塁打21本の好成績を残し「巨人史上最強の五番打者」と呼ばれた。オールスターゲームに選出されたが怪我で辞退している。同年の阪急ブレーブスとの日本シリーズでは13打数無安打と活躍の場はなかった。1978年には横浜スタジアムの開場第1号本塁打を放っている。
1977年、オープン戦前の練習で打った打球が同僚の末次利光の左目に当たり、末次はその後遺症で視界が狭くなってしまい、同年のシーズン終了後に現役を引退した。柳田は末次に対してその場で謝罪している。また、2018年の週刊現代に掲載された末次との対談でも柳田は改めて釈明した。
1979年オフに永本裕章との交換トレードで笠間雄二と共に阪急ブレーブスに移籍。
1980年オフに再び永本とのトレードで巨人に復帰し、代打の切り札として活躍。登録名を本名の柳田 俊郎に戻した。
1982年限りで現役引退。
現役時代はヤバネスポーツ製を愛用し、バッティング時の手袋には“ヤバネ”の文字（普通はローマ字表記が多いが同メーカーはカタカナ表記）が柳田の拳に表されていた。
引退後のインタビューで柳田は巨人から前もってドラフト3位で指名することを話されており、柳田自身も巨人へ行けるものと思っていたが、先に西鉄に2位で指名され、実際に巨人へ入団することになったのは、トレード移籍する1968年オフであったことを語っている。
引退翌年の1983年、現役時代に登録名として使用した柳田 真宏の名義で演歌歌手デビュー。
1984年に暴露本『パンツを脱いだ巨人軍―巨人軍よマムシはおこってるんだぞ!』（日本文芸社刊）を出版した。
現在は歌手活動の傍ら八王子市で「カラオケスナックまむし36」を経営している。

## 詳細情報

### 年度別打撃成績
| 年 度      | 球 団      | 試 合 | 打 席 | 打 数 | 得 点 | 安 打 | 二 塁 打 | 三 塁 打 | 本 塁 打 | 塁 打 | 打 点 | 盗 塁 | 盗 塁 死 | 犠 打 | 犠 飛 | 四 球 | 敬 遠 | 死 球 | 三 振 | 併 殺 打 | 打 率 | 出 塁 率 | 長 打 率 | O P S |
| ---------- | ---------- | ----- | ----- | ----- | ----- | ----- | -------- | -------- | -------- | ----- | ----- | ----- | -------- | ----- | ----- | ----- | ----- | ----- | ----- | -------- | ----- | -------- | -------- | ----- |
| 1967       | 西鉄       | 34    | 41    | 38    | 4     | 7     | 0        | 0        | 1        | 10    | 3     | 0     | 0        | 0     | 0     | 2     | 0     | 1     | 3     | 2        | .184  | .244     | .263     | .507  |
| 1968       | 西鉄       | 27    | 39    | 37    | 2     | 8     | 2        | 1        | 0        | 12    | 1     | 0     | 0        | 0     | 0     | 2     | 0     | 0     | 13    | 0        | .216  | .256     | .324     | .581  |
| 1969       | 巨人       | 5     | 16    | 16    | 2     | 4     | 1        | 1        | 1        | 10    | 2     | 0     | 0        | 0     | 0     | 0     | 0     | 0     | 3     | 0        | .250  | .250     | .625     | .875  |
| 1970       | 巨人       | 19    | 25    | 25    | 0     | 3     | 1        | 1        | 0        | 6     | 0     | 0     | 0        | 0     | 0     | 0     | 0     | 0     | 7     | 0        | .120  | .120     | .240     | .360  |
| 1971       | 巨人       | 67    | 135   | 116   | 12    | 33    | 7        | 3        | 4        | 58    | 23    | 3     | 2        | 2     | 0     | 17    | 3     | 0     | 21    | 1        | .284  | .376     | .500     | .876  |
| 1972       | 巨人       | 67    | 126   | 113   | 12    | 24    | 4        | 1        | 4        | 42    | 12    | 1     | 0        | 1     | 1     | 10    | 0     | 1     | 20    | 4        | .212  | .280     | .372     | .652  |
| 1973       | 巨人       | 73    | 178   | 150   | 23    | 44    | 5        | 2        | 9        | 80    | 24    | 4     | 0        | 0     | 0     | 27    | 2     | 1     | 33    | 0        | .293  | .404     | .533     | .938  |
| 1974       | 巨人       | 102   | 287   | 251   | 37    | 84    | 13       | 0        | 15       | 142   | 52    | 6     | 2        | 1     | 3     | 31    | 2     | 1     | 27    | 5        | .335  | .406     | .566     | .971  |
| 1975       | 巨人       | 90    | 178   | 156   | 16    | 41    | 4        | 1        | 5        | 62    | 18    | 0     | 3        | 0     | 3     | 19    | 0     | 0     | 17    | 2        | .263  | .337     | .397     | .735  |
| 1976       | 巨人       | 99    | 208   | 191   | 32    | 57    | 8        | 5        | 9        | 102   | 36    | 2     | 4        | 0     | 2     | 15    | 1     | 0     | 19    | 2        | .298  | .346     | .534     | .880  |
| 1977       | 巨人       | 114   | 441   | 374   | 68    | 127   | 18       | 2        | 21       | 212   | 67    | 17    | 6        | 6     | 3     | 55    | 1     | 3     | 36    | 7        | .340  | .425     | .567     | .992  |
| 1978       | 巨人       | 115   | 342   | 299   | 54    | 87    | 21       | 6        | 11       | 153   | 47    | 6     | 7        | 3     | 2     | 36    | 3     | 2     | 33    | 6        | .291  | .369     | .512     | .880  |
| 1979       | 巨人       | 114   | 371   | 336   | 39    | 89    | 14       | 2        | 14       | 149   | 44    | 7     | 7        | 1     | 2     | 32    | 2     | 0     | 50    | 12       | .265  | .327     | .443     | .770  |
| 1980       | 阪急       | 64    | 121   | 104   | 12    | 23    | 10       | 0        | 2        | 39    | 5     | 2     | 1        | 0     | 0     | 17    | 0     | 0     | 13    | 0        | .221  | .331     | .375     | .706  |
| 1981       | 巨人       | 42    | 53    | 46    | 6     | 6     | 1        | 0        | 1        | 10    | 5     | 0     | 0        | 0     | 0     | 7     | 1     | 0     | 10    | 1        | .130  | .245     | .217     | .463  |
| 1982       | 巨人       | 47    | 53    | 50    | 3     | 12    | 0        | 0        | 2        | 18    | 5     | 0     | 0        | 0     | 0     | 3     | 0     | 0     | 8     | 1        | .240  | .283     | .360     | .643  |
| 通算：16年 | 通算：16年 | 1079  | 2614  | 2302  | 322   | 649   | 109      | 25       | 99       | 1105  | 344   | 48    | 32       | 14    | 16    | 273   | 15    | 9     | 313   | 43       | .282  | .358     | .480     | .838  |

### 表彰
- 月間MVP：1回（1977年5月）

### 記録
初記録
- 初出場：1967年6月15日、対南海ホークス11回戦（平和台野球場）、8回裏に河野旭輝の代打で出場
- 初安打・初本塁打・初打点：1967年7月30日、対東映フライヤーズ19回戦（平和台球場）、8回裏に浜村健史の代打で出場、高橋善正から右越決勝ソロ
- 初先発出場：1967年8月27日、対東映フライヤーズ23回戦（後楽園球場）、6番・右翼手で先発出場

節目の記録
- 1000試合出場：1981年6月8日、対阪神タイガース11回戦（後楽園球場）、9回裏に二宮至の代打で出場　※史上222人目

### 背番号
- 77 （1967年）
- 16 （1968年）
- 62 （1969年 - 1970年）
- 36 （1971年 - 1979年）
- 30 （1980年）
- 32 （1981年 - 1982年）

### 登録名
- 柳田 俊郎 （やなぎだ としろう、1967年 - 1976年、1982年）
- 柳田 真宏 （やなぎだ まさひろ、1977年 - 1981年）

## 関連情報

### 歌手活動
- 「ラブ・アゲイン」（柳田真宏&沙羅）発売元：フリーボード　発売日：2004年3月24日
- 「どうかしてるわ」（柳田真宏&田中美妃）博水社「ハイサワー」CMソング

また、1977年には巨人ファンの矢野顕子が「行け柳田」という応援歌をリリースした。アルバムでは「いろはにこんぺいとう」に所収。歌詞には当時の巨人軍のレギュラー打順リストが丸ごと含まれている。

### 俳優活動
- 大江戸捜査網第3シリーズ第506話「妹慕情 怒りのまむし剣法」（テレビ東京・ヴァンフィル：1983年） - 佐伯新十郎 役
- 最後の博徒（東映：1985年） - 川名勇 役
- 難波金融伝 ミナミの帝王4（ケイエスエス：1994年）
- 難波金融伝 ミナミの帝王5（ケイエスエス：1995年）

### その他
- 小林悠 たまむすび（TBSラジオ、2015年11月27日放送分「その筋の話」ゲスト）
- 真夜中ギンギラ大放送（ラジオ関西）
- ミュージックブルペン（AMラジオ各局、初代パーソナリティー）